# Haut-Lieu
Haut-Lieu é uma comuna francesa na região administrativa de Altos da França, no departamento do Norte. Estende-se por uma área de 9.07 km². Em 2010 a comuna tinha 390 habitantes (densidade: 43 hab./km²).